# Ve stínu žen
Ve stínu žen (francouzsky L'Ombre des femmes, mezinárodním názvem In the Shadow of Women) je francouzské filmové drama z roku 2015. Jeho režisérem byl Philippe Garrel, který se společně s Jean-Claude Carrièrem, Caroline Deruas-Garrel a Arlette Langmann podílel také na scénáři. Ve filmu hráli Stanislas Merhar, Clotilde Courau, Vimala Pons, Jean Pommier, Thérèse Quentin a další. Jde o první film Philippa Garrela od roku 2001 (Sauvage Innocence), ve kterém nehrál jeho syn Louis Garrel. Jde o černobílý film zabývající se vztahem muže ke dvěma ženám. Film měl premiéru na Filmovém festivalu v Cannes. Autorem hudby k filmu je Jean-Louis Aubert, který s režisérem spolupracoval již na předchozím snímku La Jalousie (2013).